# Gustaf von Hofsten (född 1942)
Fritz Gustaf von Hofsten, född den 22 maj 1942 i Örebro Olaus Petri församling i Örebro län, är en svensk militär.

## Familjebakgrund
Gustaf von Hofsten är son till major Fritz von Hofsten och grevinnan Elsa Wachtmeister af Johannishus samt bror till kommendörkapten Hans von Hofsten. Gustaf von Hofsten är sonsons son till brukspatron Sten Erland von Hofsten.

## Karriär
von Hofsten avlade officersexamen vid Sjökrigsskolan 1964 och utnämndes samma år till fänrik vid Marinintendenturkåren. Under de fem första åren var han fartygs- och förbandsintendent på minfartyg samt tjänstgjorde vid 11. torpedbåtsdivisionen och 1. jagarflottiljen och som kadettofficer vid Sjökrigsskolan. År 1966 befordrades han till löjtnant. Han tjänstgjorde 1969–1970 i staben vid Försvarets intendenturkår och 1970 som regementsintendent vid Göta livgarde. Han var kårintendent vid Roslagens flygkår 1970–1972. År 1972 befordrades han till kapten och gick marinlinjens stabskurs vid Militärhögskolan 1972–1974. Därefter var han 1974–1976 sektionschef i Intendenturavdelningen vid Försvarets materielverk och befordrades 1975 till major. Han var ställföreträdande chef för Materielenheten vid Livgardets dragoner och Stockholms försvarsområde 1977–1978, varpå han 1978–1981 var stabsintendent vid Kustflottan. Han var detaljchef i Operationsledningen vid Försvarsstaben 1981–1984. År 1984 befordrades han till kommendörkapten och återvände till Försvarets materielverk, där han var enhetschef vid Intendenturavdelningen 1984–1986 och ställföreträdande avdelningschef vid Inköpsavdelningen 1986–1991, 1987 befordrad till kommendör. Åren 1991–1993 var han sektionschef vid Försvarsstaben. Slutligen tjänstgjorde han som chefsutvecklare vid Försvarsmaktens högkvarter 1993–1999 samt därtill som Försvarsmaktens ställföreträdande personalchef, 1994 befordrad till kommendör av första graden. Han gick i avtalspension 1999.
Åren 1980–1986 var han adjutant hos Hans Majestät Konungen och 2011–2013 hovmarskalk och chef för prinsessan Lilians hovstat. Han invaldes 1981 som ledamot av Kungliga Örlogsmannasällskapet, av vars styrelse han var ledamot 1986–1998. Sedan 2005 är han ledamot av styrelsen för stiftelsen Svenskt Militärhistoriskt Bibliotek.

## Privatliv
Han gifte sig 1970 med filosofie kandidat Charlotte Colliander (född 1945).

## Utmärkelser

### Svenska
- Hans Majestät Konungens medalj, 8:e storleken i serafimerordens band (1987)[5]
- För nit och redlighet i rikets tjänst
- Försvarsmaktens reservofficersmedalj i guld
- Försvarsmaktens värnpliktsmedalj
- Riddare av Johanniterorden i Sverige med bröstkors
- Kungliga Örlogsmannasällskapets förtjänstmedalj i guld (2010)[6]
- Kungliga Örlogsmannasällskapets förtjänstmedalj i silver (1999)[6]

### Utländska
- Kommendör av Adolf av Nassaus civil- och militärförtjänstorden
- Egyptiska Arabrepublikens förtjänstorden
- m.m.